# NGC 5448
NGC 5448 este o liner situată în constelația Ursa Mare. A fost descoperită în 15 mai 1787 de către William Herschel. Se află la o distanță de 32,96 de megaparseci de Pământ.